# رشيد بومالك
رشيد بومالك هو بطل ملاكمة مغربي، مزدوج الجنسية لبلد المنشأ ببلجيكا، تمكن من التتويج بحزام بطولة العالم للملاكمة العربية أمام منافسه الفنزويلي «ماديرا أمنيال» في صنف الوزن المتوسط (72 كلغ)،
كما سبق له وأن توج بطلا للمغرب في خمس بطولات متتالية ما بين سنة 1995 و 2000.